# Wikipedia in serbo-croato
La Wikipedia in serbo-croato (Wikipedija na srpskohrvatskom jeziku), spesso abbreviata in sh.wikipedia o sh.wiki, è l'edizione in lingua serbo-croata dell'enciclopedia online Wikipedia.

## Storia
Nel 2005 è stata chiusa ma è stata riaperta subito dopo.

## Statistiche
La Wikipedia in serbo-croato ha 460 647 voci, 4 625 379 pagine, 243 125 utenti registrati di cui 498 attivi, 8 amministratori e una "profondità" (depth) di 750 (al 1 maggio 2025).
È la 33ª Wikipedia per numero di voci ma, come "profondità", è la seconda fra quelle con più di 100.000 voci (al 1º maggio 2025).

## Cronologia
- 10 aprile 2007 — supera le 10.000 voci
- 8 novembre 2011 — supera le 50.000 voci ed è la 56ª Wikipedia per numero di voci
- 24 gennaio 2014 — supera le 100.000 voci ed è la 50ª Wikipedia per numero di voci
- 12 aprile 2014 — supera le 150.000 voci ed è la 39ª Wikipedia per numero di voci
- 27 luglio 2014 - supera le 200.000 voci ed è la 32ª Wikipedia per numero di voci
- 22 marzo 2015 - supera le 300.000 voci ed è la 23ª Wikipedia per numero di voci
- 20 giugno 2015 - supera le 400.000 voci ed è la 20ª Wikipedia per numero di voci